# Calcochloris
Calcochloris és un gènere de talps daurats originaris de l'Àfrica central i Meridional que conté tres espècies: 
- Talp daurat del Congo (C. leucorhinus)
- Talp daurat groc (C. obtusirostris)
- Talp daurat de Somàlia (C. tytonis)